# Reina Torres de Araúz
Reina Cristina Torres de Araúz (née Torres Pérez le 30 octobre 1932 à Panama et morte le 26 février 1982) est une anthropologue, ethnographe et professeure panaméenne. Elle a beaucoup travaillé sur l'ethnographie patrimoniale panaméenne.

## Biographie

### Enfance et éducation
Reina Torres de Araúz naît le 30 octobre 1932 à Panama. Elle fréquente l'école normale de la province de Veraguas, puis le lycée pour filles de la province, et termine ses études secondaires à l'Institut national de Panama. De Araúz étudie la philosophie et s'est spécialisée en anthropologie à l'université de Buenos Aires, où elle obtient son doctorat en 1963. Elle accumule plusieurs rôles à l'université, dont ceux d'anthropologue, ethnographe, et professeur auprès des musées d'histoire et de technique. La thèse de doctorat de De Araúz publiée en 1962 porte sur la culture du Panama et de la Colombie et leurs habitants, et est considérée comme une référence importante sur le sujet. Elle parle couramment cinq langues, dont le grec ancien et le latin.

### Carrière

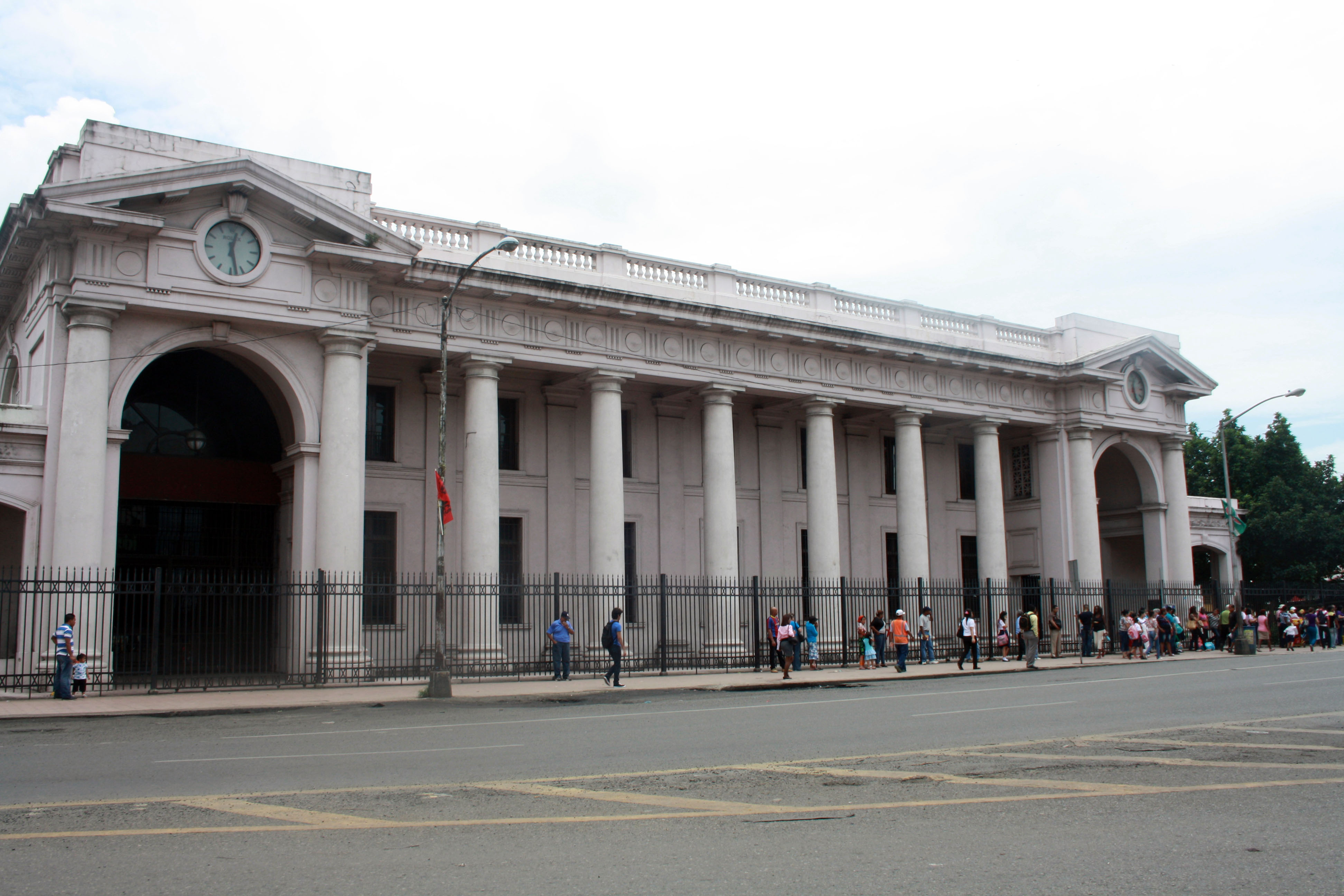
Musée anthropologique Reina Torres de Araúz, Panama

De Araúz étudie les caractéristiques des indigènes panaméens dans leur propre environnement, grâce à des visites de terrain et à un travail de recherche théorique et documentaire qui lui permettent de créer un dossier écrit et photographique qui détaille l'idiosyncrasie, les croyances religieuses, jeux sportifs, danses, chants et musiques de ces peuples. Elle milite activement pour la préservation des peuples autochtones du Panama est devenue son objectif principal tout au long de sa vie professionnelle,.

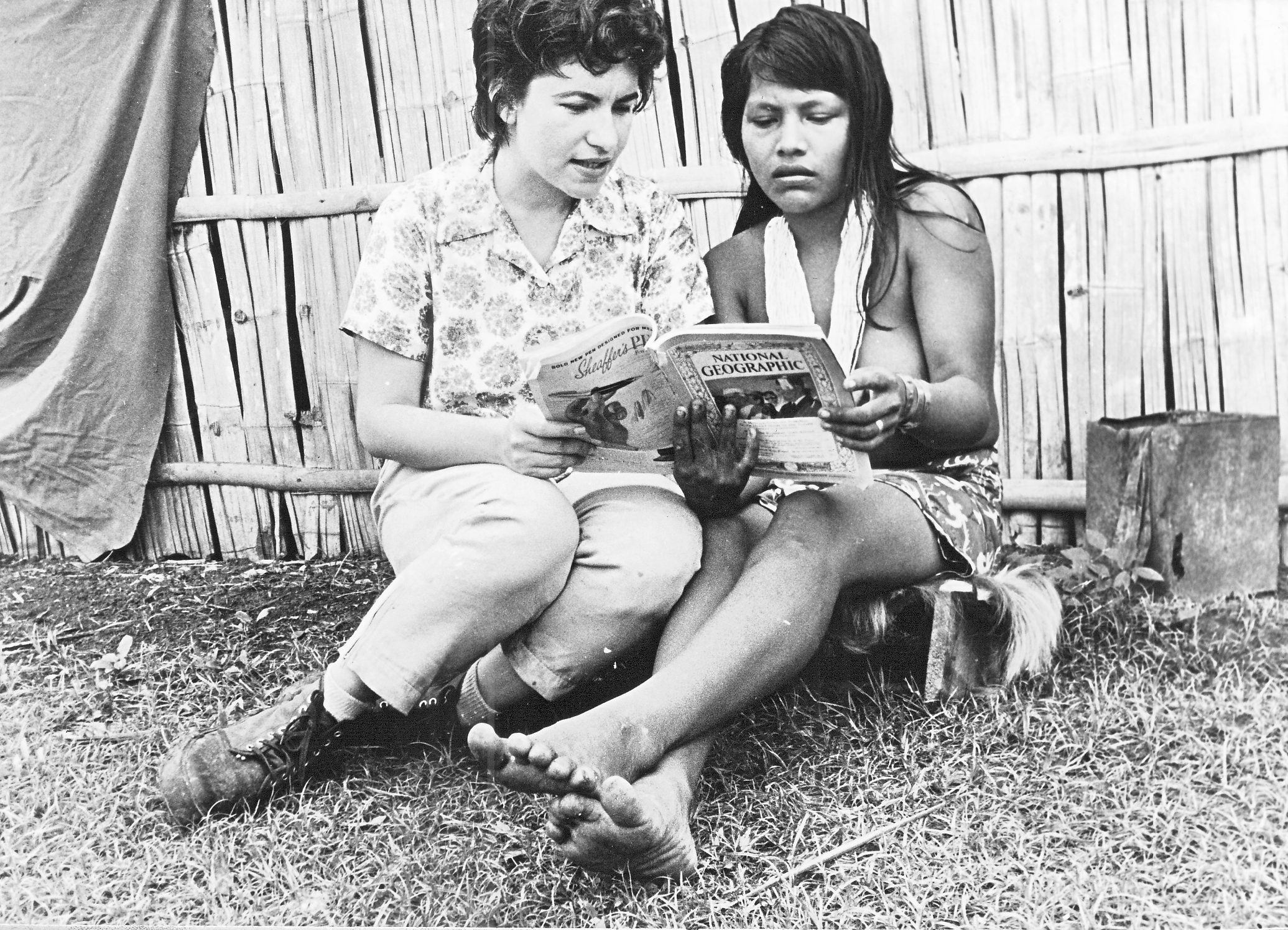
De Araúz lors de l'expédition Trans-Darien

Elle rencontre Amado Arauz en 1958 alors qu'elle mène des recherches sur les peuples autochtones de la province de Darién. Ils se marient le 30 décembre 1959 et ont trois enfants. Peu de temps après leur mariage, ils participent à la première traversée en voiture de Panama à Bogotá, l'expédition Trans-Darien, au cours de laquelle ils passent quatre mois et vingt jours dans les jungles de Darien et de Choco.
Elle enseigne l'anthropologie à l'Institut national et à l'université du Panama (en). Elle y fonde un centre de recherches anthropologiques et est responsable de la création de la Commission nationale de l'archéologie et des monuments historiques au sein de l'Institut national de la culture. De Araúz la dirige pendant une décennie. Au cours de la période où elle est responsable du patrimoine historique national, De Araúz a promu l'adoption de la loi 14 du 5 mai 1982, qui dicte et gère la garde, la conservation et la gestion du patrimoine national.
De Araúz est élue vice-présidente du Comité du patrimoine mondial de l'UNESCO et travaille à la coordination du Comité technique multinational sur la culture. Pour sa carrière d'enseignante et de chercheuse, en 1974, elle est la première femme panaméenne à être intégrée à l'Académie panaméenne d'histoire. Elle supervise la création de plusieurs musées tels que le Musée du Parc Archéologique El Caño dans la province de Coclé, le Musée de la nationalité de la Villa de Los Santos, le Musée d'Art Religieux Colonial, le Musée Antillais de Panama, le Musée Musée des sciences naturelles et d'histoire de Panama.

### Préservation du patrimoine panaméen
De Araúz dénonce le retrait illégal de preuves archéologiques des sites où se trouvaient des vestiges de cultures indigènes. Elle écrit à plusieurs musées américains pour exiger que les collections archéologiques panaméennes soient restituées à leurs sites d'origine.
En 1979, deux ans après la signature des traités Torrijos-Carter, le gouverneur de la zone du canal de Panama, Harold Parfitt (en), ordonne le retrait de la locomotive 299, qui faisait partie du premier chemin de fer du Panama, et la locomotive est envoyée dans un musée industriel du New Jersey. Elle a auparavant été inscrite au patrimoine national et sa donation au musée du New Jersey n'a été négociée qu'un an plus tôt. De Araúz, qui a exprimé l'intention de garder la locomotive au Panama, critique ouvertement cette décision.

## Fin de vie
Au début des années 1980, son fils aîné Oscar meurt d'un cancer. Peu de temps après la mort de son fils, de Araúz apprend qu'elle a un cancer du sein, dont elle meurt le matin du 26 février 1982, à l'âge de 49 ans. Ses derniers travaux consistent à choisir les pièces exposées au musée de Chitre et à écrire son nouveau livre The New Edinburgh Darien, un livre qu'elle n'achève pas.